# Škodějov
Škodějov je malá vesnice (část obce Příkrý) nedaleko Vysokého nad Jizerou (okres Semily).

## Historie
První písemná zmínka o vesnici pochází z roku 1388.

## Pamětihodnosti
- Památkově chráněný sloup se sochou Panny Marie na Zimrově
- Památkově chráněná zvonice při čp. 18
- Kaple na návsi
- Pomník padlým v první světové válce na návsi
- Areál v okolí pozůstatků rodného domu dr. Karla Farského s pomníkem, lesní kaplí a naučnými stezkami
- Kříž u čp. 31
- Lidová architektura

## Osobnosti
Škodějov je rodištěm Karla Farského, jednoho ze zakladatelů a prvního patriarchy církve československé (husitské).